# Międzynarodowy Festiwal Filmów Animowanych w Annecy
Międzynarodowy Festiwal Filmów Animowanych w Annecy (fr. Festival International du Film d'Animation d'Annecy) – powstał w 1960 roku, odbywa się na początku czerwca w mieście Annecy w Górnej Sabaudii. Początkowo, co dwa lata, następnie stał się coroczną imprezą w 1998 roku. Jest to jeden z czterech międzynarodowych festiwali filmów animowanych sponsorowanych przez Międzynarodowe Stowarzyszenie Twórców Filmu Animowanego (ASIFA).